# Avenida Rojas (Bogotá)
La Avenida Constitución también conocida como la Avenida Carrera 70, Avenida Rojas, o Av. Morato, entre la Av. Suba y la Av. Medellín es una vía que recorre la ciudad de Bogotá con direcciones sur y norte en su zona occidental, atravesando las localidades de Suba, Engativá y Fontibón.

## Toponimia
La Avenida recibe varios nombres; la primera denominación Avenida Rojas, recibe el nombre del expresidente y militar Gustavo Rojas Pinilla, cuya escultura está ubicada en la intersección con la avenida Calle 72.
la segunda denominación Avenida Constitución, recibe el nombre en conmemoración de la Constitución Política de Colombia de 1991

## Trazado
Tiene dos segmentos, uno a cada lado del Río Arzobispo. El tramo norte inicia en la calle 86A y acaba en la Avenida Suba, atravesando el barrio Morato. El otro tramo inicia en la calle 80; continuando su trazado en sentido sur atravesando la Avenida Chile (Calle 72), la Avenida José Celestino Mutis (Calle 63) y la Avenida El Dorado (Calle 26). En el sector de Ciudad Salitre, hace un giro en sentido oriente donde la avenida comparte parte de su trazado con la Avenida La Esperanza (Calle 24); a la altura del Parque Sauzalito toma nuevamente su recorrido al sur cruzando frente a la Terminal de Transporte, cruzando por la Avenida Ferrocarril de Occidente (Calle 22), la Avenida Industrial (Calle 19), Avenida Puente Aranda (Calle 17), la Avenida Centenario (Calle 13); la Avenida Alsacia (Calle 12); finalizando su recorrido actualmente en la intersección de la Carrera 68D por Calle 10, detrás del Colegio Nacional Nicolas Esguerra.

## Sitios importantes en la vía
- Estación Suba - Calle 116 de TransMilenio.
- La sede de Movistar Colombia (donde se encuentra su famosa pirámide).
- La sede del canal Caracol Televisión.
- Centro Empresarial Pontevedra - Vardí.
- Centro Comercial Floresta Outlet.
- Zona Industrial La Floresta.
- Centro Comercial Titán Plaza a la altura de la Calle 80.
- Supermercado Jumbo de la Calle 80.
- Estación Ferias de Transmilenio.
- Plaza de mercado del barrio Las Ferias.
- Supermercado Líder a la altura de la Calle 72.
- Catedral San Juan Bautista de la Estrada.
- IED Néstor Forero Alcalá.
- Jardín Botánico de Bogotá a la altura de la Avenida José Celestino Mutis.
- Universidad Libre.
- Colegio Militar Simón Bolívar.
- Instituto Técnico Industrial Centro Don Bosco.
- Holiday Inn Bogotá a la altura de la Avenida El Dorado.
- Supermercado PriceSmart del Salitre.
- Estación Avenida Rojas - UNISALESIANA de TransMilenio.
- Centro Comercial Salitre Plaza.
- Parque Sauzalito.
- Terminal de Transportes de Bogotá.
- IED Colegio Nacional Nicolas Esguerra.

## Avenidas que corta y localidades por las que pasa
La Avenida Constitución pasa por las localidades de Suba, Engativá, Barrios Unidos, Fontibón y Kennedy. A continuación, las avenidas que cruza a su paso:

### Suba
- Avenida Suba.

### Engativá
- Avenida Medellín o Calle 80.
- Avenida Chile o Calle 72.
- Avenida El Dorado o Calle 26.
- Avenida José Celestino Mutis o Calle 63.
- Avenida del Salitre o Avenida Calle 66A.

### Fontibón
- Avenida El Dorado o Calle 26.
- Avenida La Esperanza o Calle 24.
- Avenida Ferrocarril de Occidente o Calle 22.
- Avenida Industrial o Calle 19.
- Avenida Puente Aranda o Calle 17.
- Avenida Centenario o Calle 13.

### Kennedy
- Avenida Alsacia o Calle 12.

En cursiva, futuras intersecciones
- Avenida de Las Américas
- Avenida Montes o Calle 3
- Avenida del Congreso Eucarístico o Carrera 68